# Chrysoperla agilis
Chrysoperla agilis là một loài côn trùng trong họ Chrysopidae thuộc bộ Neuroptera. Loài này được Henry et al. miêu tả năm 2003.